# Gyémánthajsza (Ross-film, 2018)
A Gyémánthajsza (eredeti cím: Siberia) 2018-ban bemutatott amerikai–kanadai–német filmthriller, amelyet Scott Smith forgatókönyvéből Matthew Ross rendezett. A főbb szerepekben Keanu Reeves, Ana Ularu, Pasha D. Lychnikoff, Molly Ringwald és Rafael Petardi látható.
Az Amerikai Egyesült Államokban 2018. július 13-án, Magyarországon 2018. november 15-én mutatták be a mozikban.

## Cselekmény
Lucas Hill gyémántkereskedő Szentpétervárra utazik, hogy ott nyélbe üssön egy üzletet, amiben ritka, de gyanús eredetű kék gyémántokat adna el egy gengszternek. Kiderül azonban, hogy az üzlettársa, Pjotr, akinél a gyémantok is vannak eltűnt. Lucas ultimátumot kap a gengsztertől, hogy két nap alatt kerítse elő a gyémántokat. Lucas egész Szibériáig követi Pjotr nyomát. Itt viszonyba is bonyolódik egy helyi kavézó tulajdonosnőjével, miközben újabb orosz emberekkel kell alkudoznia a gyémántok utáni hajszája közepette…

## Szereplők
| Szereplő      | Színész             | Magyar hang     |
| ------------- | ------------------- | --------------- |
| Lucas Hill    | Keanu Reeves        | László Zsolt    |
| Kátya         | Ana Ularu           | Kis-Kovács Luca |
| Borisz Volkov | Pasha D. Lychnikoff | Nagypál Gábor   |
| Gabby         | Molly Ringwald      | Mohácsi Nóra    |
| Pavel         | Rafael Petardi      | Schmied Zoltán  |
| Pyotr         | Boris Gulyarin      | Szrna Krisztián |
| Christa       | Ashley St. George   | Miklós Eponin   |
| Leo           | Taran Vitt          | Hám Bertalan    |
| Vincent       | James Gracie        | Varga Gábor     |
| Polozin       | Eugene Lipinski     | Papucsek Vilmos |
| Raisa         | Veronica Ferres     | Törtei Tünde    |
| Andrej        | Vlad Stokanic       | Kapácsy Miklós  |
| Rosztov       | Bradley Sawatzky    | Pál Tamás       |
| bemondónő     | TBA                 | Rádai Boglárka  |
| pilóta        | TBA                 | Seder Gábor     |

## Kritika
A filmet gyenge, sablonos, középszerű alkotásként fogadta a kritika, miután egyszerre akarja egy thriller és egy romantikus dráma érzetét kelteni, de végül mindkét műfajban kudarcot vall. A szereplők jellegtelenek, a cselekmény unalmas és érdektelen.